# Reba McEntire (álbum)
Reba McEntire es el álbum de estudio debut de la cantante de música country estadounidense Reba McEntire. Fue lanzado el 15 de agosto de 1977 por Mercury Records. Presentó su primer sencillo "I Don't Want to Be a One Night Stand", así como una versión del éxito de Jennifer Warnes "Right Time of the Night" y el éxito de Hot "Angel in Your Arms". Tres de los sencillos del álbum rompieron las listas de éxitos de Billboard Country, pero el álbum no fue un éxito comercial y no llegó a las listas..
McEntire firmó con Mercury en noviembre de 1975 con el productor Glenn Keener, quien grabó una canción con ella en enero de 1976 en Nashville: "I Don't Want to Be a One Night Stand". Keener puso un estilo de producción sofisticado en la canción, con cuerdas exuberantes y coros vocales. "I Don't Want to Be a One Night Stand", fue lanzado como sencillo, escalando las listas de países en mayo de 1976 hasta alcanzar el puesto 88. Coincidentemente, McEntire se casó en junio de 1976 y se graduó de la universidad en diciembre de 1976. Mercury despidió a Keener durante un período de reducción de personal y McEntire pasó al productor Jerry Kennedy. Kennedy supervisó más sesiones de grabación en septiembre de 1976 y abril de 1977. El segundo sencillo, "(There's Nothing like the Love) Between a Woman and a Man", alcanzó el puesto 86 en marzo de 1977, y el tercer sencillo, "Glad I Waited Just For You" llegó al número 88 en agosto al mismo tiempo que se lanzó el álbum. Ninguno de estos sencillos ni el álbum proporcionó a McEntire ingresos por regalías: sus anticipos y los gastos de producción del sello fueron mayores que los recibos de ventas. McEntire vio su primer pago de regalías del álbum en 1988, años después de dejar Mercury.
En una revisión retrospectiva, MusicHound criticó el álbum y dijo que este era "el sonido triste de un cantante ingenuo de 22 años abrumado por una producción torpe y reverberante que emplea coristas con la sutileza de la caballería". AllMusic elogió el álbum y escribió que "recompensa" al oyente, aunque los fanes del sonido contemporáneo de McEntire probablemente lo considerarían demasiado anticuado. En contra de sus deseos, los siguientes cinco álbumes de McEntire con Mercury continuaron con este pesado estilo de producción. Comenzó a tomar el control de su sonido después de firmar con MCA en 1983, entregando su declaración más personal, My Kind of Country, en 1984.
Reba McEntire fue reeditado en CD y cinta de casete en 1993 y lanzado digitalmente en 2012.

## Lista de canciones
| Lado A |                                           |                          |          |  |
| N.º    | Título                                    | Fecha de grabación       | Duración |  |
| 1.     | «Glad I Waited Just for You»              | 13 de abril de 1977      | 2:55     |  |
| 2.     | «One to One»                              | 10 de septiembre de 1976 | 2:40     |  |
| 3.     | «Angel in Your Arms»                      | 13 de abril de 1977      | 2:51     |  |
| 4.     | «I Don't Want to Be a One Night Stand»    | 22 de enero de 1976      | 2:59     |  |
| 5.     | «I've Waited All My Life for You»         | 16 de septiembre de 1976 | 2:59     |  |
| 6.     | «I Was Glad to Give My Everything to You» | 16 de septiembre de 1976 | 2:10     |  |

| Lado B |                                                             |                          |          |  |
| N.º    | Título                                                      | Fecha de grabación       | Duración |  |
| 1.     | «Take Your Love Away»                                       | 12 de abril de 1977      | 2:24     |  |
| 2.     | «(There's Nothing like the Love) Between a Woman and a Man» | 16 de septiembre de 1976 | 2:54     |  |
| 3.     | «Why Can't He Be You»                                       | 12 de abril de 1977      | 3:34     |  |
| 4.     | «Invitation to the Blues»                                   | 13 de abril de 1977      | 3:27     |  |
| 5.     | «Right Time of the Night»                                   | 12 de abril de 1977      | 2:37     |  |